# Chrysophyllum manaosense
Chrysophyllum manaosense là một loài thực vật có hoa trong họ Hồng xiêm. Loài này được (Aubrév.) T.D.Penn. mô tả khoa học đầu tiên năm 1990.